# Chéry-lès-Pouilly

Chéry-lès-Pouilly este o comună în departamentul Aisne din nordul Franței. În 1 ianuarie 2022 avea o populație de 737 de locuitori.